# Salvinia natans
Salvinia natans é uma espécie de fetos aquáticos flutuantes, anual, pertencente à família Salviniaceae com uma morfologia superficialmente similar a um musgo. Encontra-se em todo o mundo onde existe água doce em abundância, luz solar e ar húmido, mas é especialmente comum em África, Ásia, Europa Central e América do Sul. No estado de New York e em Massachusetts é uma espécie introduzida.

## Descrição

### Morfologia
A espécie Salvinia natans tem duas folhas do tamanho de uma pequena moeda que se encontram encostadas à superfície da água, e uma terceira folha submersa que funciona como uma raiz. A flutuação é possibilitada por bolsas de ar dentro das folhas. Apresenta papilas cuticulares na superfície das frondes que impedem que a água interfira no funcionamento das folhas e servem para as proteger da decomposição. Na base da planta formam-se soros de esporos para a reprodução.
As frondes de S. natans bloqueiam a luz solar de chegar muito longe debaixo de água. Isto é útil para muitos peixes de água doce, fornecendo esconderijos seguros para se reproduzirem, mas pode interromper a fotossíntese de muitas plantas subaquáticas. A S. natans pode eventualmente cobrir lagoas ou lagos inteiros sem competição ecológica, matando de fome outras espécies de plantas.

### Distribuição
A Salvinia natans está amplamente distribuída, sendo nativa de vários continentes. Em África, a S. natans é nativa da Argélia, Egipto, Líbia, Marrocos e Tunísia. Na Ásia, a planta é nativa do Afeganistão, Azerbaijão, China, Chipre, Índia, Indonésia, Irão, Iraque, Israel, Jordânia, Cazaquistão, Líbano, noroeste do Paquistão, Federação Russa, Japão, Coreia, Arábia Saudita, Síria, Taiwan, Tailândia, Turquia e Usbequistão. Na Europa, é nativa da Bielorrússia, Bélgica, Bulgária, República Checa, França, Alemanha, Hungria, Itália, Moldávia, Países Baixos, Polónia, Roménia, a parte sul da Federação Russa, Eslováquia, Espanha, Ucrânia e os Estados da antiga Jugoslávia.
Dados de sítios arqueológicos e núcleos de pólen mostraram que a espécie ocorria normalmente no delta do Reno/Meuse, nos Países Baixos, durante o Holoceno Médio.

## Galeria

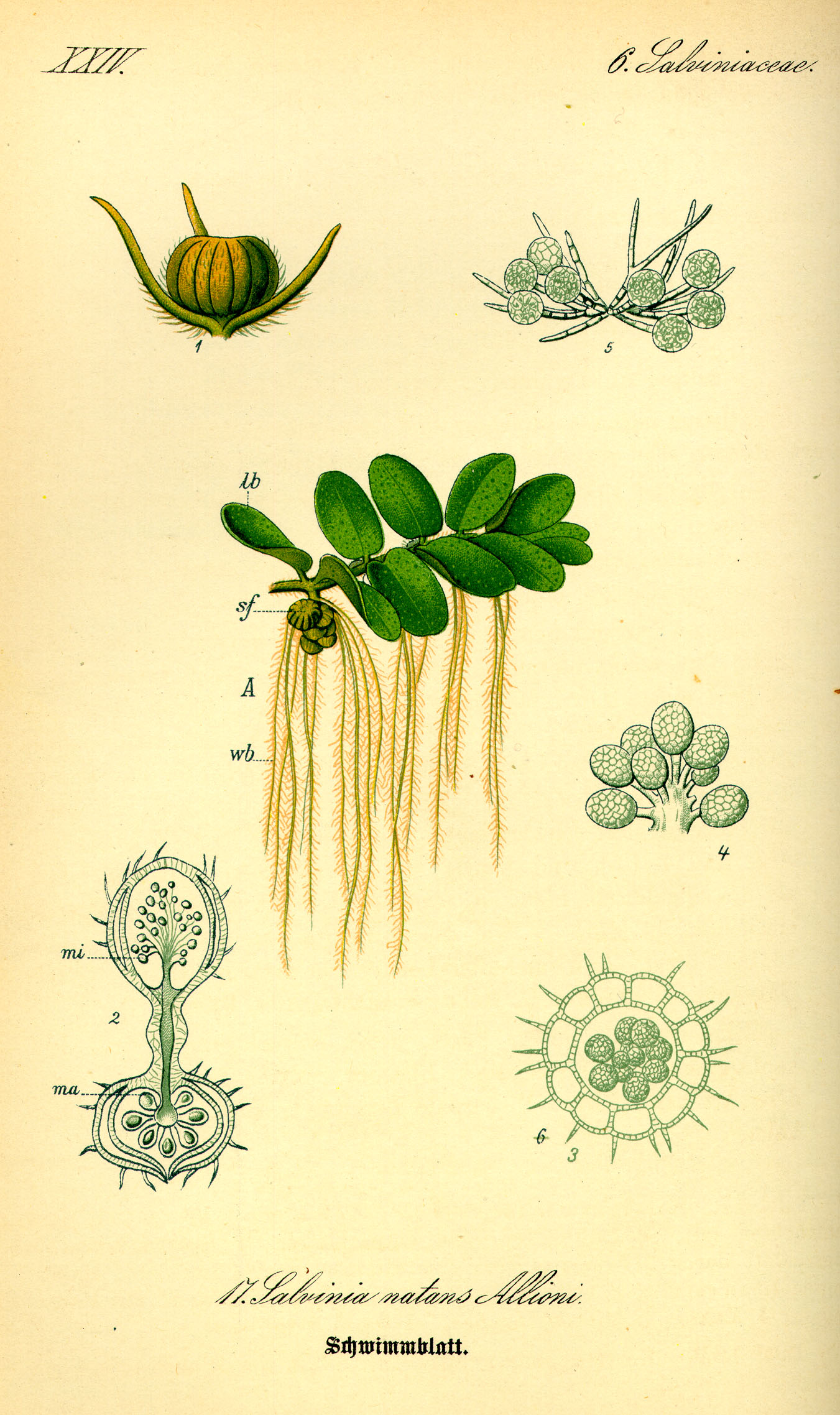
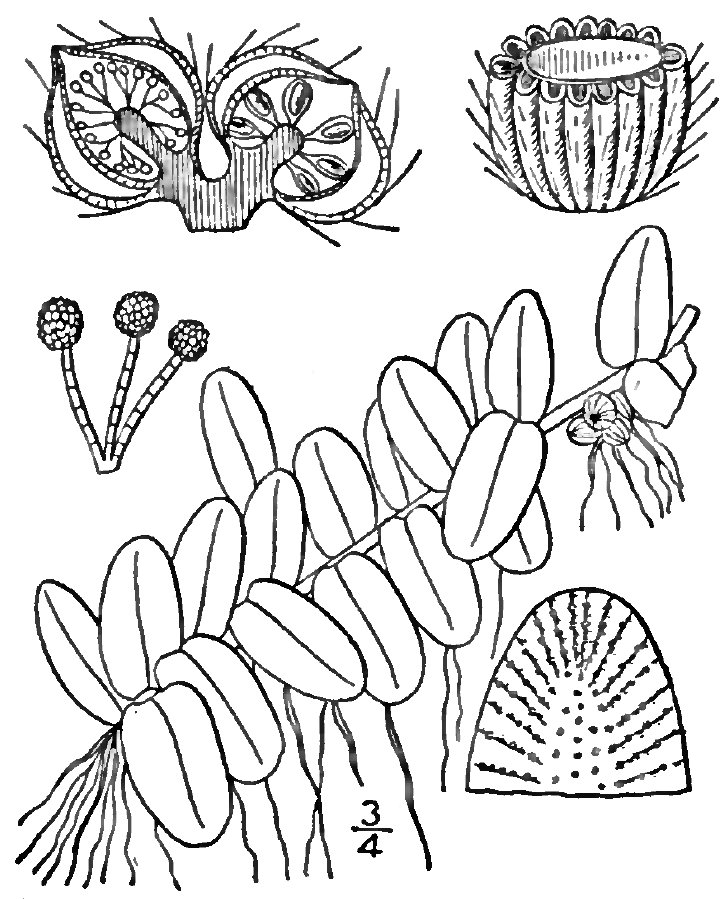
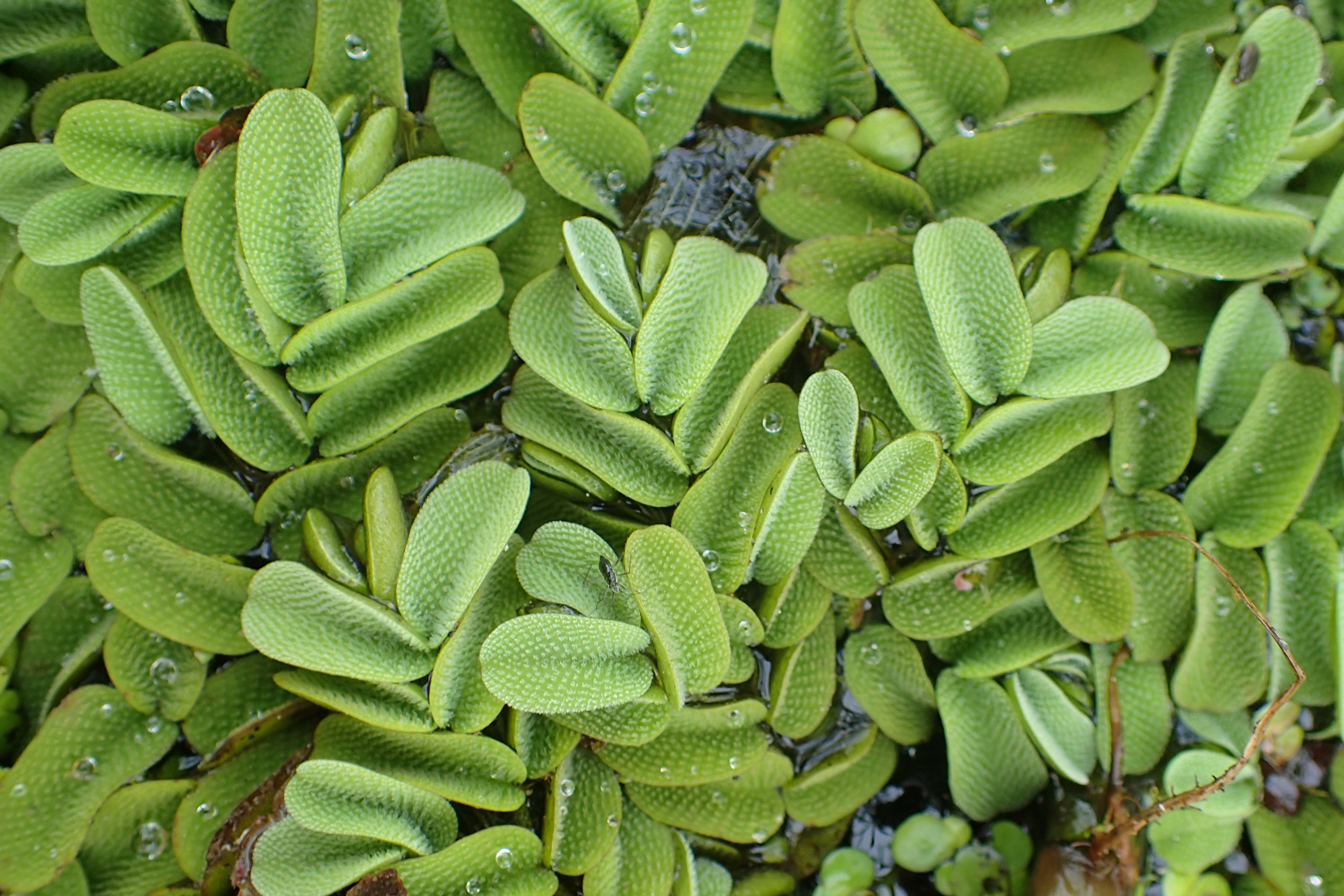
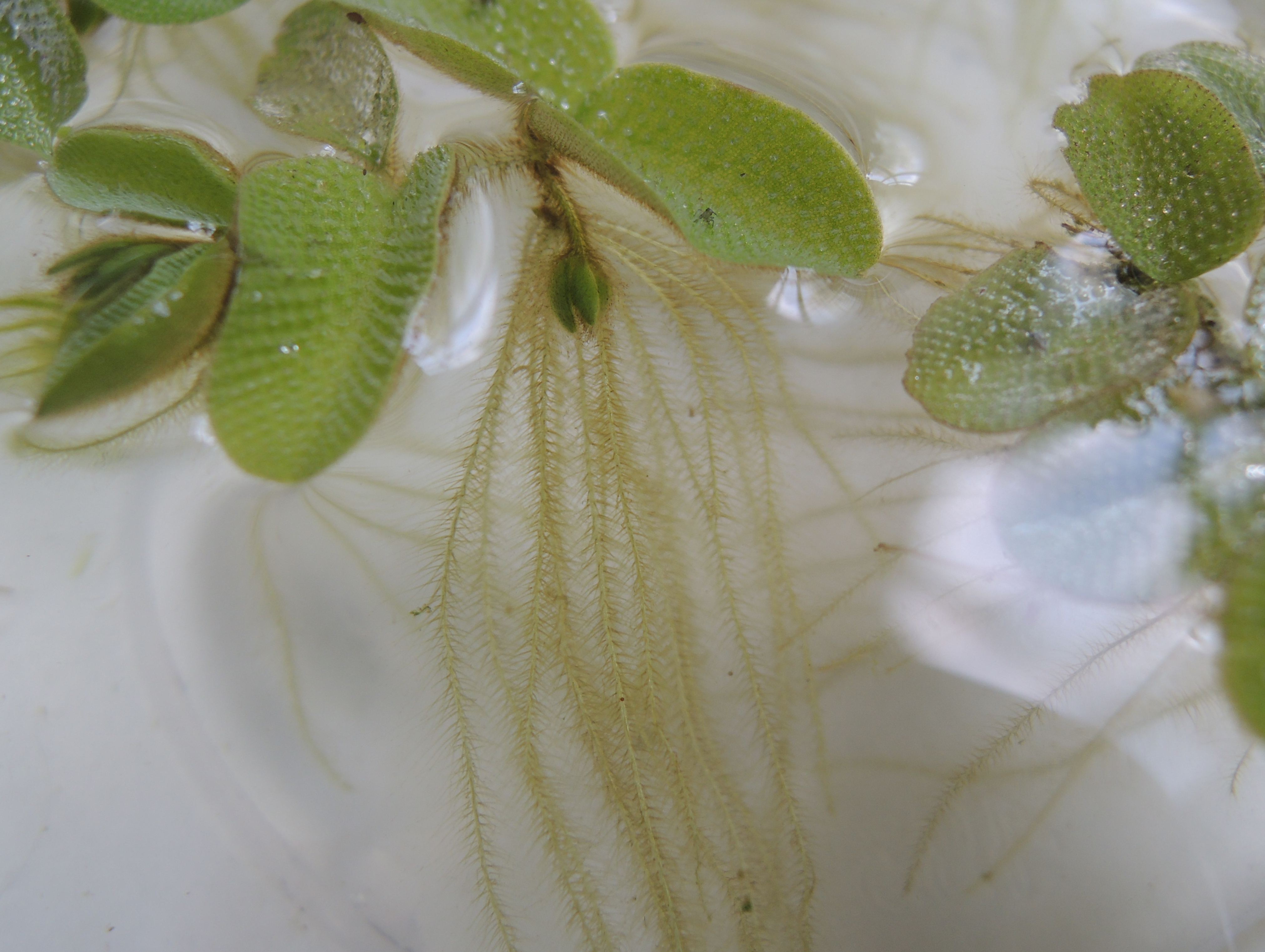
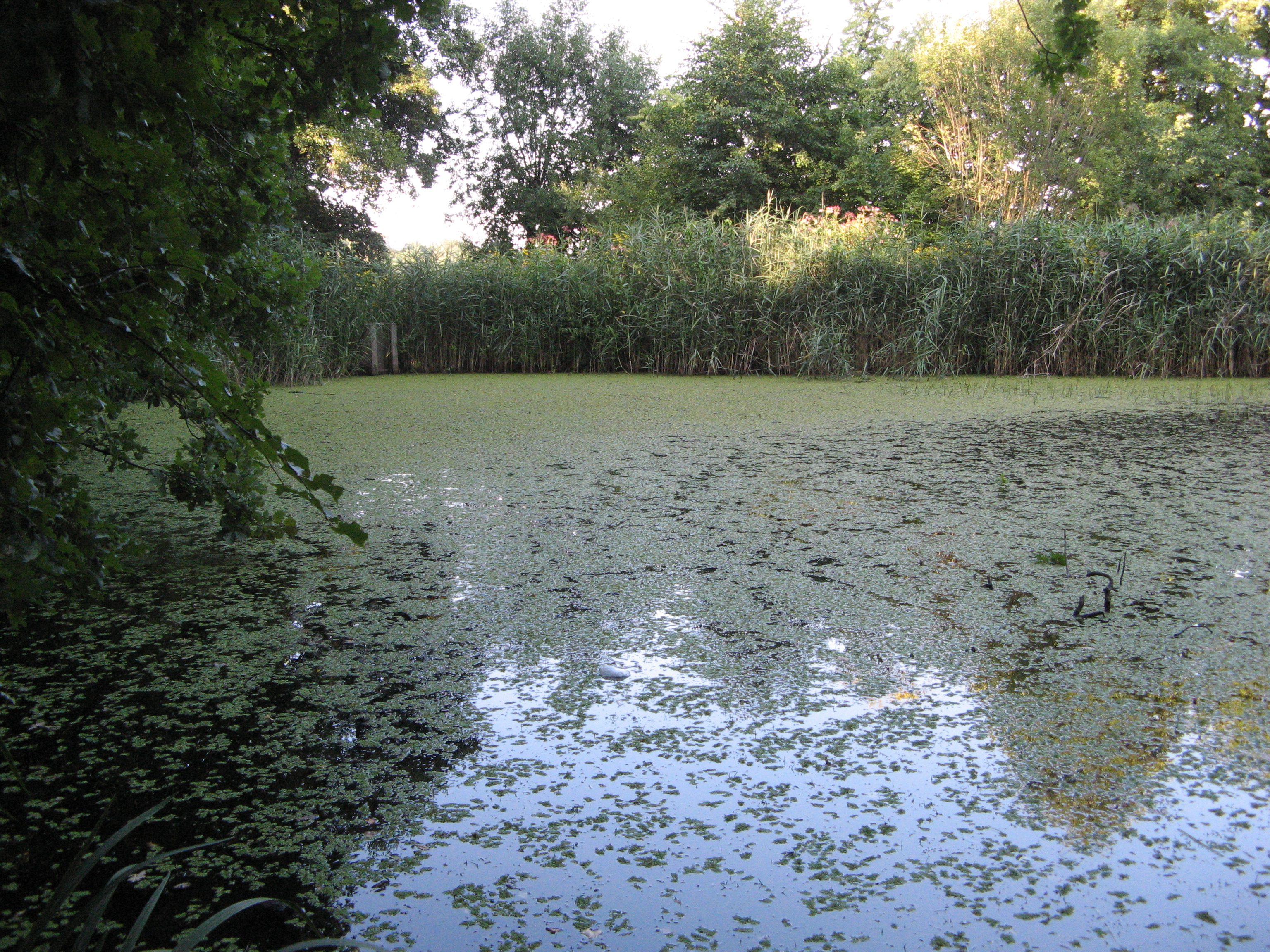
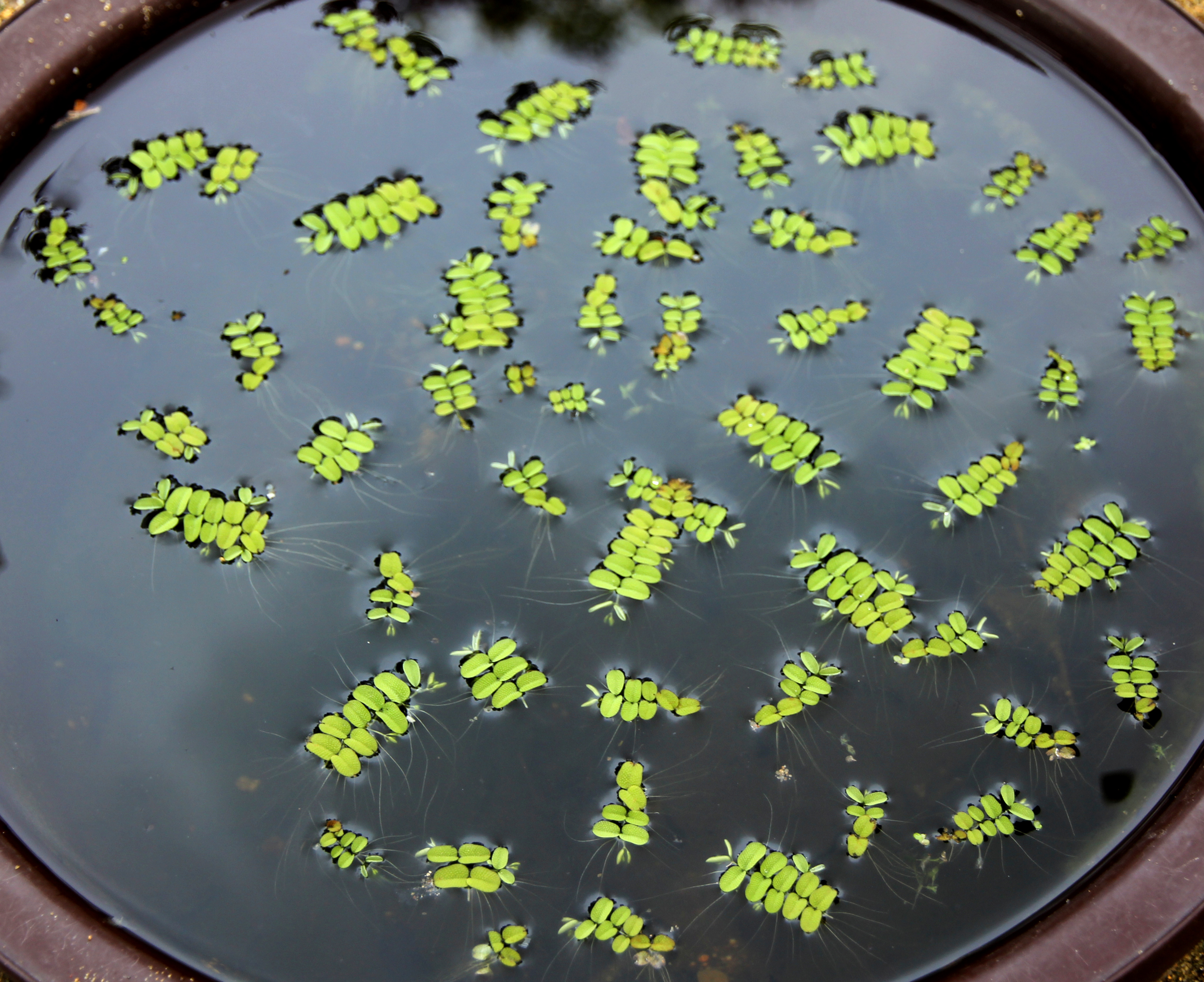
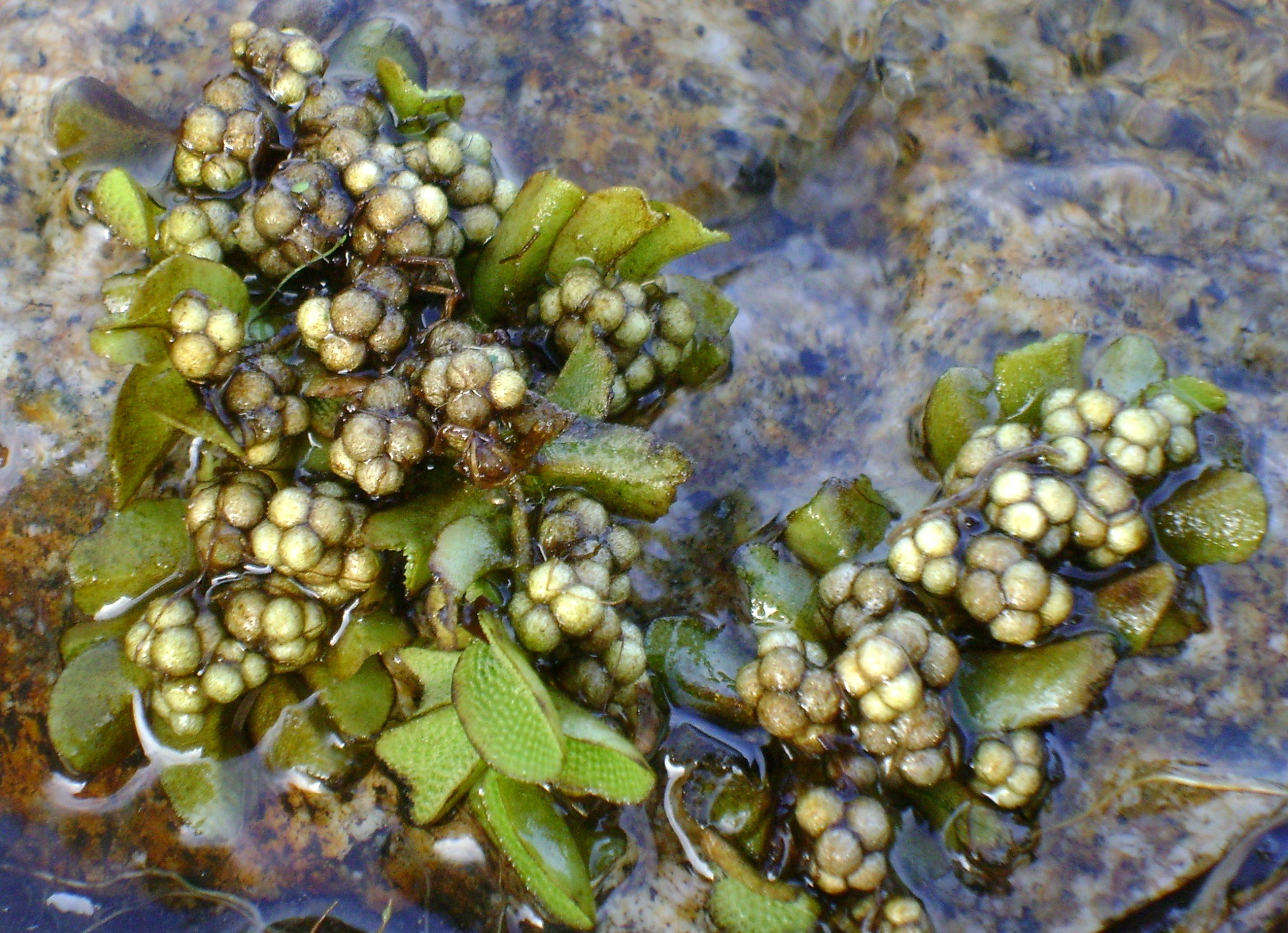
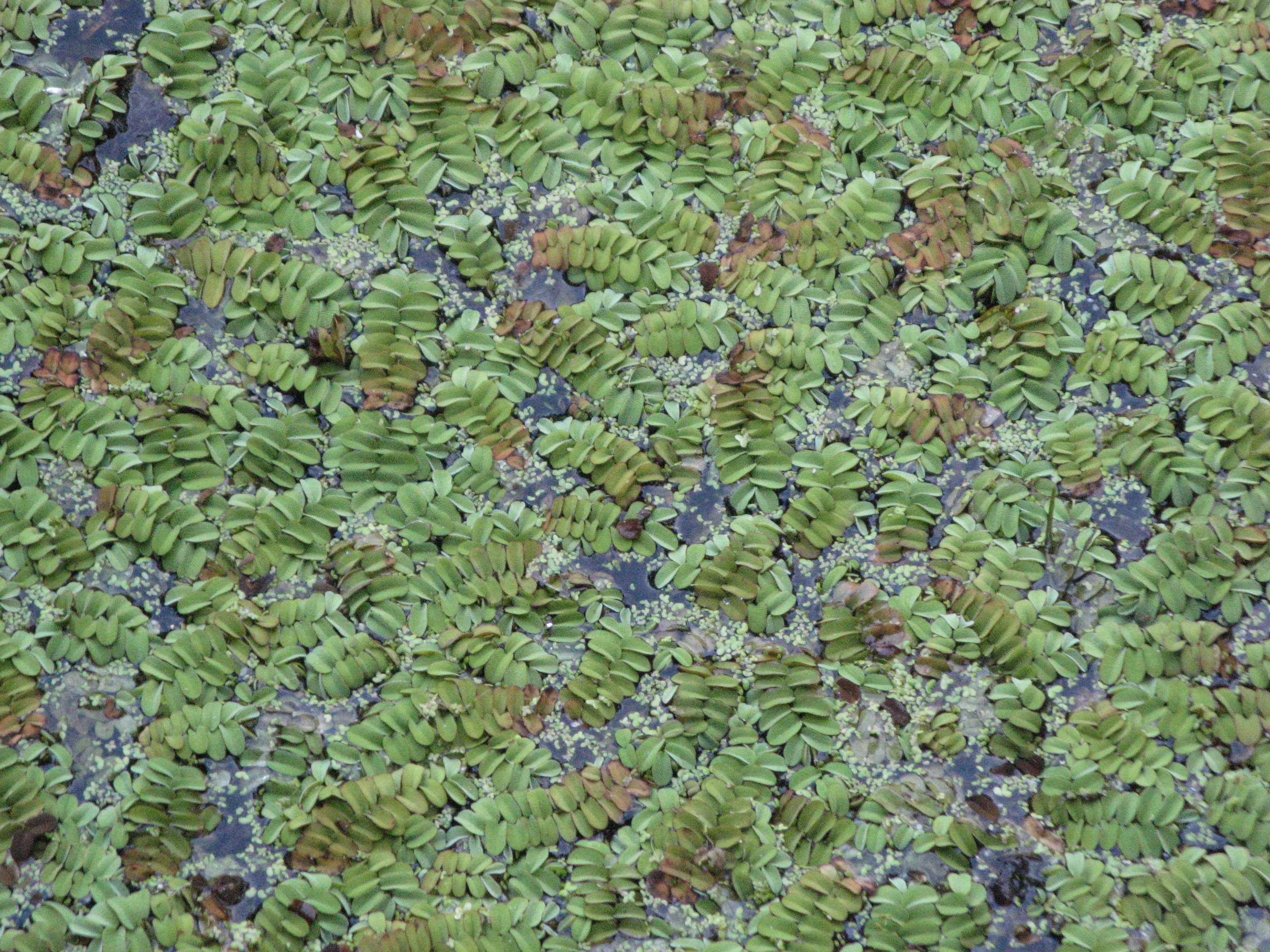